# Přílepy (ort i Tjeckien, Zlín)
Přílepy är en ort i Tjeckien.   Den ligger i regionen Zlín, i den östra delen av landet, 250 km öster om huvudstaden Prag. Přílepy ligger 284 meter över havet och antalet invånare är 836.
Terrängen runt Přílepy är platt åt sydväst, men åt nordost är den kuperad. Runt Přílepy är det tätbefolkat, med 659 invånare per kvadratkilometer. Närmaste större samhälle är Zlín, 11,1 km söder om Přílepy. Trakten runt Přílepy består till största delen av jordbruksmark.